# معتصم بالله مذهبی
معتصم بالله مذهبی (زادهٔ ۲۲ دلو/بهمن ۱۳۴۲ پلخمری - بغلان) سیاستمدار اهل افغانستان است. وی یکی از نامزدهای انتخابات ریاست جمهوری افغانستان در سال ۱۳۸۸ بود.

## زندگی‌نامه
معتصم بالله مذهبی زاده ۲۲ دلو/بهمن ۱۳۴۲ از شهر پلخمری ولایت بغلان است. وی فرزند مولانا محمد عطاءالله فیضانی که یکی از علمای شناخته شده در افغانستان است می‌باشد بود که در زمان حکومت کمونیست‌ها از زندان پل چرخی کابل ناپدید گردید. خانواده وی در شش سالگی به کابل مهاجرت کرده و در منطقه چهل ستون سکونت اختیار کردند. وی تحصیلات مدرسه خود را در مدارس آقا علی شمس و لیسه/دبیرستان عالی تجربی شاه دو شمشیره و همزمان نزد پدر و و عمویش به پایان برد و توانست در رشته اقتصاد و فقه تحصیلات دوره عالی خود را به پایان برساند. وی در سال ۱۳۶۵ به پاکستان مهاجرت کرد و کتابخانه فیضانی را تأسیس و مجله بلاغ را منتشر کرد. وی مدتی نیز در ایالات متحده آمریکا زندگی کرده‌است.

## انتخابات ریاست‌جمهوری ۱۳۸۸
معتصم بالله مذهبی یکی از نامزدهای انتخابات ریاست جمهوری افغانستان در سال ۱۳۸۸ بود. معاونین وی را محمد نسیم روضه باغی (استاد دانشگاه هرات) به عنوان معاون اول و افتخار احمد یوسفزی (استاد دانشگاه ننگرهار) به عنوان معاون دوم تشکیل می‌دادند. وی توانست در این انتخابات با کسب ۱۸٬۲۴۸ رای در جایگاه دهم قرار بگیرد.